# フィリペ・テイシェイラ
フィリペ・アンドラーデ・テイシェイラ（Filipe Andrade Teixeira 、1980年10月2日 - ）は、フランス・オー＝ド＝セーヌ県ブローニュ＝ビヤンクール出身の元プロサッカー選手。現役時代のポジションはMF。

## 経歴

### クラブ
地元クラブでプレーを始め、1994年にポルトガルに渡りFCフィゲイラスのアカデミーに入団。1998年、セグンダ・リーガでプロデビュー。
2000–01シーズン終了後、フランスに帰国しリーグ・ドゥのFCイストルに移籍。
2002年、パリ・サンジェルマンFCに移籍。しかし同じポジションにロナウジーニョがいたため出場機会はほとんど得られず、UDレイリアにレンタルに出された。2003–04シーズン終了後、PSGに復帰。
2007年7月17日、60万ポンドでアカデミカ・コインブラからフットボールリーグ・チャンピオンシップのウェスト・ブロムウィッチ・アルビオンFCに完全移籍。シーズン開幕戦のバーンリーFC戦で加入後初出場。9月1日のバーンズリーFC戦で加入後初ゴール。2008年3月1日、プリマス・アーガイルFC戦で十字靭帯を損傷する重傷を負い、試合開始18分で負傷退場した。手術のため一旦ポルトガルに帰国し、古巣コインブラでリハビリを続けた。
2010年6月22日、ウクライナのFCメタルルフ・ドネツィクと2年契約を結んだ。2011年2月21日、ルーマニアのFCブラショヴに半年間レンタル移籍することが発表された。
2011–12シーズンよりFCラピド・ブカレストに完全移籍。クラブとの契約満了後、UAEのアル＝シャアブSCSに加入。
2013年夏にルーマニアに戻り、FCペトロルル・プロイェシュティに加入。
2017年6月23日、FCステアウア・ブカレストとシーズンいっぱいの契約を結んだ。

### 代表
U-18とU-21のポルトガル代表歴がある。

## 所属クラブ
ユース
- ACブーローニュ＝ビヤンクール
- FCフィゲイラス 1994-1998

プロ
- FCフィゲイラス 1998-2001
- FCイストル 2001-2002
- パリ・サンジェルマンFC 2002-2005

→ UDレイリア 2003-2004 (loan)
- アカデミカ・コインブラ 2005-2007
- ウェスト・ブロムウィッチ・アルビオンFC 2007-2010

→ バーンズリーFC 2010 (loan)
- FCメタルルフ・ドネツィク 2010-2011

→ FCブラショヴ 2011 (loan)
- FCラピド・ブカレスト 2011-2013
- アル・シャアブCSC 2013
- FCペトロルル・プロイェシュティ 2013-2015
- AFCアストラ・ジュルジュ 2015-2017
- FCステアウア・ブカレスト 2017-2019

## 代表歴
- ポルトガル U-18
  - UEFA U-18欧州選手権1999
- ポルトガル U-21
  - UEFA U-21欧州選手権2002

## タイトル

### クラブ
パリ・サンジェルマン
- クープ・ドゥ・フランス: 2003–04

ウェスト・ブロムウィッチ・アルビオン
- フットボールリーグ・チャンピオンシップ: 2007–08

アストラ・ジュルジュ
- リーガ1: 2015–16[10]
- スーペルクパ・ロムニエイ: 2016

### 代表
U-18ポルトガル
- UEFA U-19欧州選手権: 1999